# Cabala cristã

Os dez sephirotes.

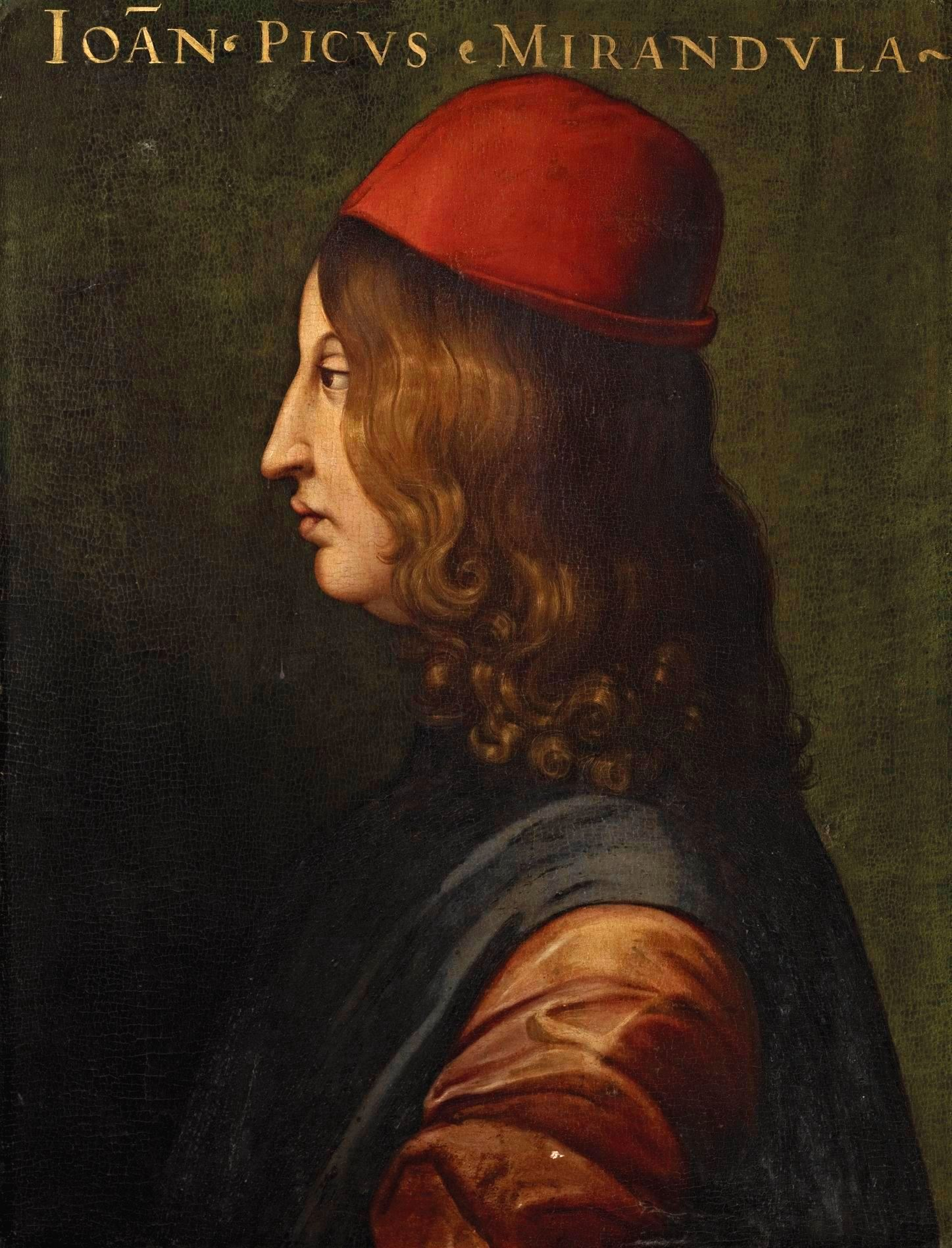
Giovanni Pico della Mirandola.

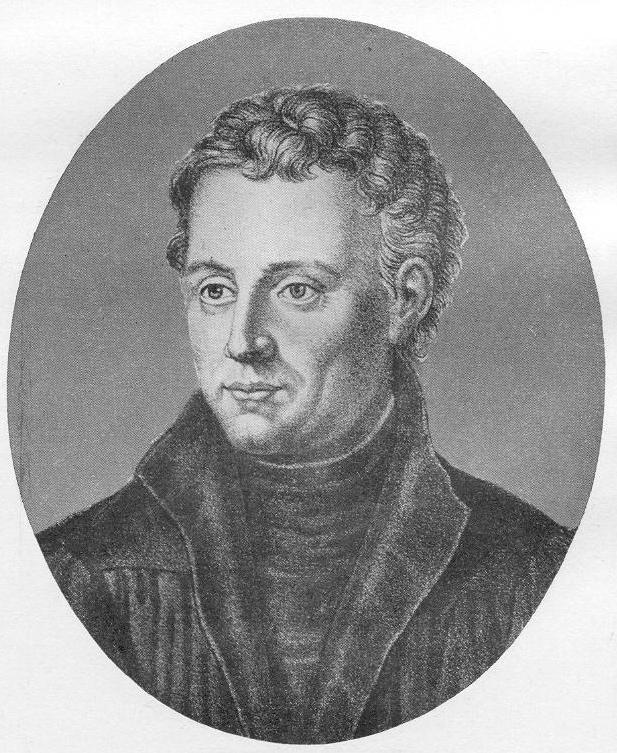
Johannes Reuchlin.

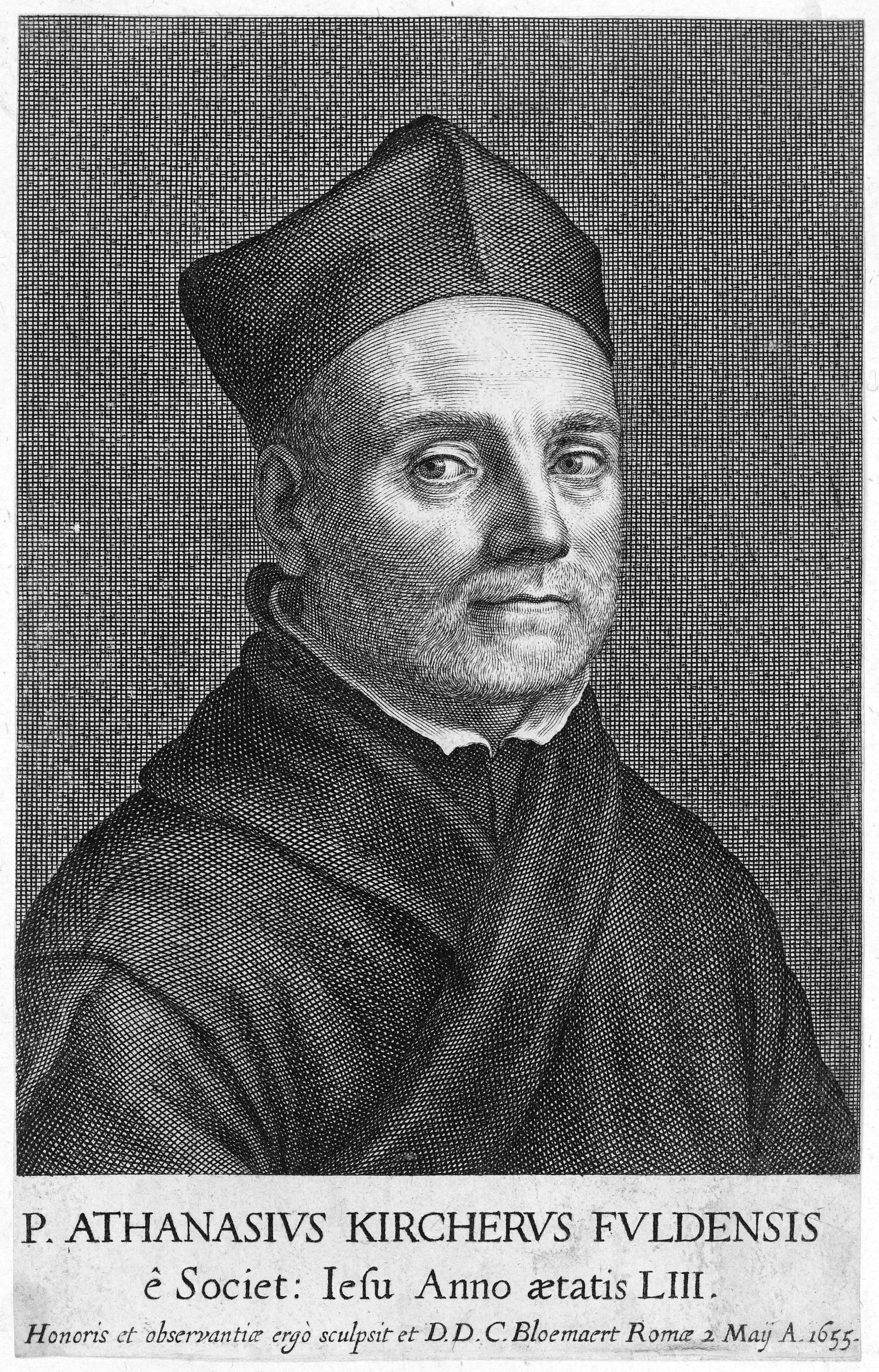
Athanasius Kircher.

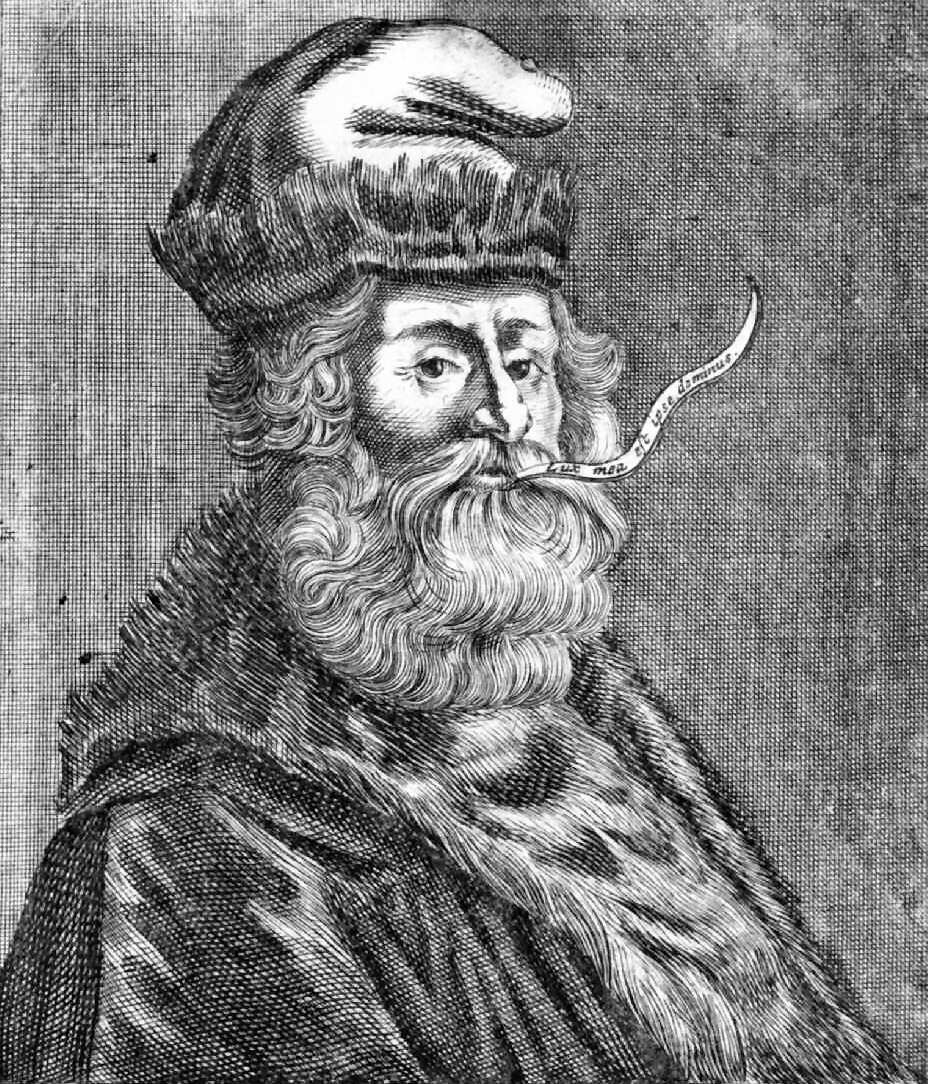
Raimundo Lúlio.

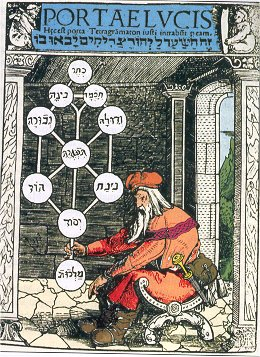
Capa do livro de Paolo Ricius Portal e Lucis - "Shaarei Ora".

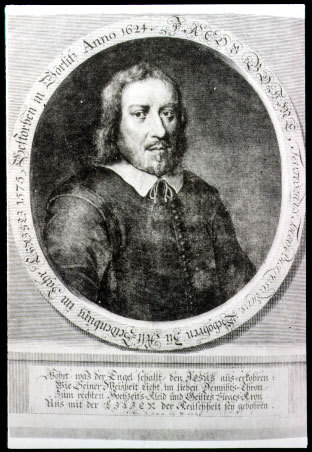
Retrato idealizado de Boehme no Theosophia Revelata (1730).

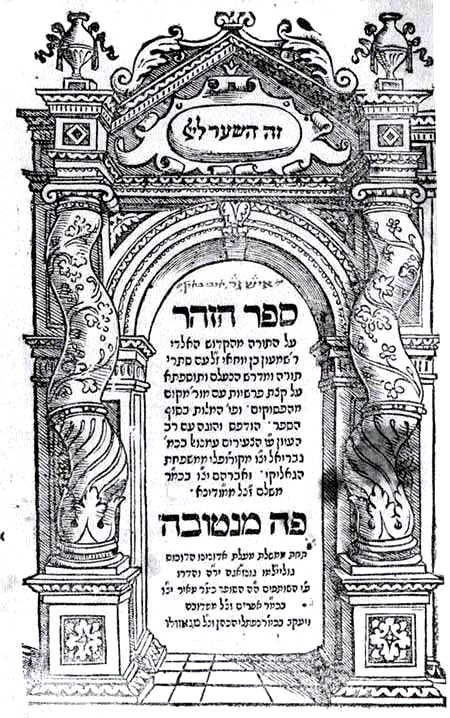
Uma das primeira edições impressas do Zohar.

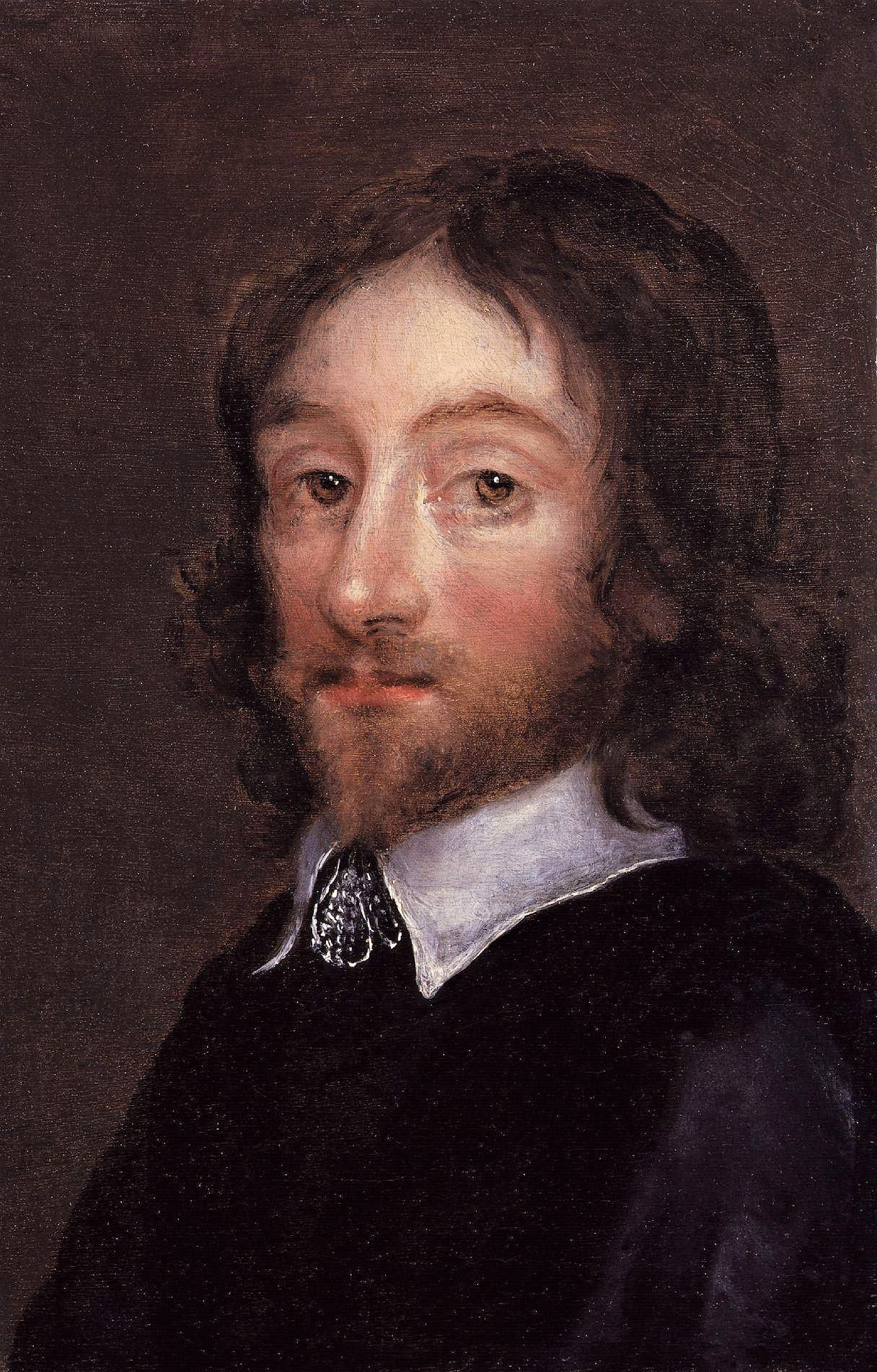
Retrato de Sr. Thomas Browne

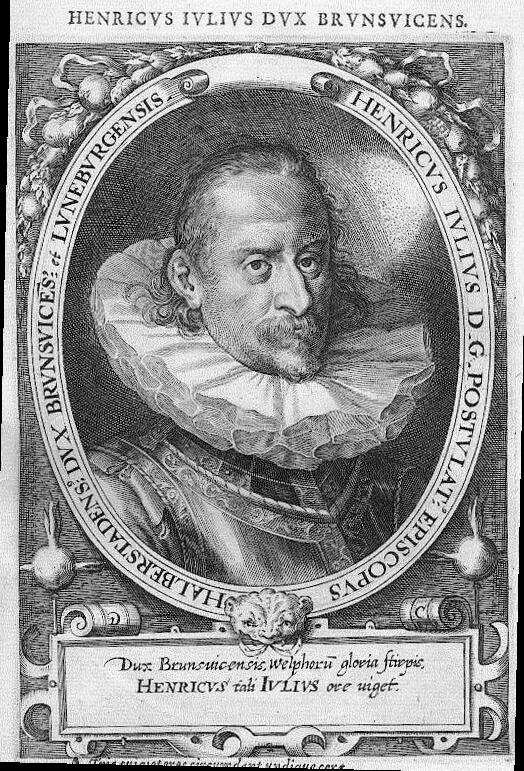
Heinrich Julius, duque de Brunswick-Wolfenbüttel.

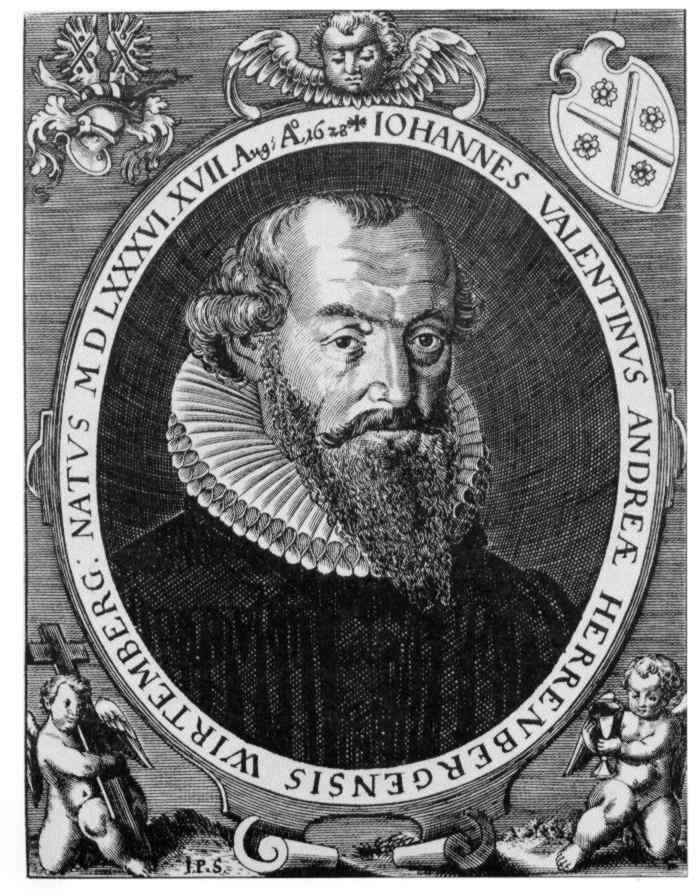
Johannes Valentinus Andreae.

A Cabala cristã, às vezes chamada Cabala do Renascimento ou Cabala Filosófica, surgiu no Renascimento entre eruditos cristãos como uma conciliação entre o Cristianismo e determinados aspectos ocultos do Judaísmo. A Cabala Cristã (Kabbalah / Cabala (do hebraico קַבָּלָה "recepção", intencionalmente transliterado com C para distingui-la da tradição Kabala judaica e da Qabbalah Hermética). O interesse pelos estudos da cabala tomou forma em alguns estudiosos cristãos ao entenderem que havia aspectos místicos compatíveis da Kabala judaica com o pensamento místico cristão (a escolástica).

## História

### Antecedentes
Este movimento filosófico teve início a partir das traduções de textos neoplatônicos que chegaram à Europa vindos de Constantinopla, durante o reinado do sultão otomano Maomé II, o Conquistador, tomou forma a partir destes estudos concomitantemente aos das traduções de textos gregos e hebraicos e eclodiu em um crescente desejo de melhor interpretar (e rever) certos aspectos da doutrina cristã de uma forma mais mística do que tradicionalmente o faziam as correntes da mística cristã. A base principal de elementos seria a reinterpretação cabalística do cristianismo em geral e do Novo Testamento, em particular.
O neoplatonismo tinha sido prevalecente na Europa cristã e havia encontrado lugar na escolástica desde a tradução dos textos gregos e hebraicos da Espanha no séc XIII. A tendência da renascença foi um fenômeno relativamente curto, terminando em 1750.
Após o século XVIII, a Cabala mesclou-se com o ocultismo, posto que alguns destes alicerçavam-se sobre profundas bases religiosas e, neste momento, o principal impulso da Cabala cristã já não existia mais. Algumas tentativas foram feitas para revivê-la nas últimas décadas, particularmente em relação ao neoplatonismo dos dois primeiros capítulos do Evangelho de João, mas não entrou no Cristianismo chamado popular ou corrente (mainstream).

### A Cabala judaica e cristã
Os cabalistas cristãos estavam mais interessados, não no uso semântico da língua hebraica, onde eles não encontravam uma equivalência cristã, mas na observância, estudo ou compreensão sistemática da cabala, em sua primeira acepção, como por exemplo, os diferentes nomes de Deus e os diversos seres celestiais, para eles eram uma nova descoberta. As transmutações diferentes do alfabeto hebraico, bem como os métodos numerológicos que eram mais (profundos) que o "midrash" cabalístico, tornou-se o foco principal de seu estudo.
Em muitos casos, tais como o emprego da numerologia tornou-se o núcleo de sua compreensão da Cabala. Outros livros cabalísticos, da tradição judaica, ajuntaram-se ao objeto de estudo.
No Adam Kadmon, na Midrash, e no En Soph, descobriram eles (o que não era uma novidade) uma clara uniformidade entre o conteúdo cabalista e o gnosticismo, a interpretação esotérica do pitagorismo e do platonismo, já que em ambos vários pontos eram comuns, ou seja, o homem e o mundo, Deus e a ciência de Deus. A liberdade de pensamento e a facilidade de interpretação dos termos novos, de acordo com o estudo de textos antigos tornaram-se seu tema principal. Um exemplo destacado de que a Cabala é identificada com a magia e numerologia são listados em um significativo e importante trabalho De Occulta Philosophia (1531), Cornelius Agrippa, que também foi secretário do imperador Carlos V.
Já familiarizados com o conceito judaico da linguagem divina, os cabalistas cristãos acreditavam que, com a pronúncia correta do nome de Deus poder-se-ia afetar (ou alterar) a realidade. Este fato permitiu que os representantes da Escola Renascentista acreditassem que a magia é a maior força do universo. Como resultado do que era comum no judaísmo, tornou-se importante na visão de mundo para os cabalistas cristãos. E isso foi combinado com um outro conceito que os humanistas tomaram a partir de fontes judaicas e bem expressado no Harmonia Mundi. Um padrão de vias  paralelas, formando a estrutura da harmonia entre o homem, o céu e a natureza, foi tirado do Sefer Yetzirah e integrado na filosofia e na ciência europeia. Uma das manifestações mais proeminentes se pode constatar claramente na obra do humanista veneziano Francesco Giorgi, o "De Harmonia Mundi" (1525). As fontes judaicas neste trabalho não foram os únicos, ou as mais essenciais, apesar de ter sido originalmente um conceito judaico. A relação entre o microcosmo e o macrocosmo, entre o homem e o Criador, eram conceitos formados por várias correntes Neoplatônicas em escolas da Idade Média. Mas, apesar disso, as escolas de Pico della Mirandola, Reuchlin, e seus antecessores são frequentemente descritas em relação estrita com os elementos da Cabala e da tradição judaica supostamente recebida por Moisés, no Monte Sinai.

### No século XV
A Cabala Cristã aparece a partir do final do século XV, na aurora da Renascença. Foi o resultado ou desmembramento natural do estudo de textos gregos, traduzidos por judeus cristãos. Teve seu auge nos séculos XVI e XVII e, como coadjuvante principal, contou com o auxílio da imprensa, a cargo da qual ficou a divulgação ou, melhor dito, a cópia múltipla de textos traduzidos e que anteriormente estava a cargo exclusivo de monges copistas. Outro coadjuvante foi o papa Sisto IV (1471-1484) que, como nenhum outro antes dele, ordenou a tradução de livros cabalísticos.
A sua principal abordagem ou motivo de ser foi o de estudar as escrituras, antigo e novo testamentos, aplicando os mesmos métodos que os cabalistas judeus e, demonstrando assim, que os escritos cabalísticos mantinha uma concordância, quase que unilateral, com o cristianismo e que no estudo da Cabala Judaica havia argumentos favoráveis ao cristianismo. A maioria destes expoentes do Cabalismo cristão eram, a princípio, judeus conversos e conhecedores (quase que naturalmente) dos estudos cabalísticos.

### No século XVI
No século XVI a Cabala cristão é fortemente representada por Egídio de Viterbo (1465-1532), monge agostiniano e autor de Shechiná e In letras hebraicas, interpretando o Zohar e o Sefer ha-temuna. Egidio, amigo e contemporâneo de Ficino, Reuchlin e Pico della Mirandola, aprendeu o hebraico e o aramaico com Elias Levita, ele procurou usar a Cabala na exegese da Sagrada Escritura; outro expoente foi o monge franciscano Francesco Giorgi (1460-1541), cujas obras, De Harmonia Mundi, develam a Cabala de maneira eloquente e, pela primeira vez cita o "Zohar"; outro nome de expressão foi o do cientista Paul Rizzius (1470-1541), professor de filosofia em Pávia, médico pessoal do imperador Maximiliano I, tradutor para o latim de vários tratados, do Talmud (1519), bem como da famosa obra de José Gikatillla "Shaarei Ora" (1516), que influenciaria subsequentemente todo o relacionado à Cabala Cristã. Foi ele também quem realizou uma síntese original das ideias de Pico della Mirandola e de Johannes Reuchlin, complementada com dados de várias fontes cabalísticas; outro que contribuiu com seu trabalho foi o místico francês Guilherme Postel (1510-1581). Guilherme traduz parte do "Zohar" e do "Sepher Yetzirah", para o latim e publicou-os antes da publicação do idioma original; outro grande personagem foi Jacob Boehme (1575-1624), autor dos livros "Os Três Princípios da Essência Divina" (1618-1619), "A vida tríplice do Homem" (1620), "Quarenta respostas para questões relativas à alma" (1620), "O Tratado da Encarnações" (1620)  e inúmeros outros trabalhos; outro representante insigne foi Johann Vidmanshtetter, um dos mais dedicados dos cabalistas cristãos. Ele reuniu uma enorme biblioteca de manuscritos cabalísticos que, ainda nos dias de hoje, são mantidos em Munique.

### No século XVII
No século XVII o interesse e o rumo do cabalismo cristão mudou da Itália e França para a Alemanha e a Inglaterra. Na Inglaterra formou-se um grupo chamado de Círculo "Neoplatonista de Cambridge", cujos principais representantes foram: Henry More, Ralph Kedvort, John Pordedzh, Baruch Spinoza, Francis Bacon, Thomas Hobbes e o barão Christian von Rosenroth, que estudou a Cabala em Amsterdam com famosos rabinos, através dos quais teve contato com os escritos de Luria.
Christian von Rosenroth reuniu seus dois volumes de trabalho estudos Kabbala Denudata (A Kabbalah desvelada) (1677-1684), que proporcionou uma visão ampla das fontes primárias, traduzidas para o latim, acompanhadas de descrições detalhadas (incluindo fragmentos de Shaarei Ora de Gikatilla, Pardes Rimonim de Moisés Cordovero, Emek ha-Melech de Naftali Baharaha, trechos de Idrot e outros livros do Zohar). Além disso, neste livro, foi publicada uma tradução latina do texto cabalístico, a alquimia única Ash Metsaref original em hebraico, aparentemente escrito por um cabalista judeu anônimo, no início do séc XVI na Itália e, cujo texto, não sobreviveu aos dias de hoje.
Kabbala Denudata exerceu uma influência muito grande nos círculos místicos. E foi a principal fonte do Cabalismo Cristão no decorrer de dois séculos. Publicou também obras originais do cabalismo Cristão. Especialmente interessantes foram as ideias de Van Helmont  sobre Adam Kadmon, expressas no Kabbala Denudata, cujo ensaio inicial tinha por objetivo a conversão de judeus ao cristianismo, mas acabou por servir de introdução na Cabala Cristã dos pontos de vista, do cabalista Luria, acerca do mesmo tema: Adam Kadmon, sendo este uma antecipação de Jesus e da teologia cristã. No mesmo seguimento, a concepção e os conceitos de Henry More sobre a criação do mundo
um pré-eterna Jesus da teologia cristã, o conceito de criação do mundo de Henry Moore, que inclui a doutrina Lurianic de Tzimtzum  e o equilíbrio divino (determinação), etc.
Christian Knorr von Rosenroth e Van Helmont exerceu um papel importante na disseminação das ideias sobre a origem divina da língua hebraica, que possuía um algo especial, a força original, como a língua base de toda a humanidade. Esta opinião foi expressa, especialmente em seu trabalho  Alphabeti vere Naturalis Hebraici brevissima delineato ("Resumo do alfabeto genuíno e natural dos judeus"), publicado em 1667 no prefácio para este livro, seguindo o exemplo então existente nas numerosas sociedades alemãs, ele emprega a língua hebraica.

### No século XVIII
No século XVIII a proliferação do cabalismo cristão cai sobremaneira, se divide (se é que podemos chamar assim) em duas ramificações, sendo a primeira, a chamado Cabala oculta, que teve origem na segunda metade do século XVIII, e foi determinante em algumas escolas maçônicas alemãs (como os Irmãos asiáticos e etc.), o "novo" Rosacrucianismo alemão, bem como grupos como, por exemplo, Ordem dos Eleitos Cohens", Martinez de Pasqually (ver Martinismo), que foi difundido e organizado graças aos esforços de Papus e Augustin Chaboseau. A questão da influência direta do cabalismo cristão sobre estes grupos não é clara. Mais tarde, essa tradição desenvolveu-se entre ocultistas como Fabre de Olivier, Eliphas Levi, Helena Blavatsky e atingiu o seu apogeu na Ordem Hermética Inglesa da Golden Dawn.
Já para o final do século XVII, o cabalismo cristianizado torna-se intelectual e discursivo, perde sua originalidade e pureza, poucos são os expoentes que sobressaem, todavia, embora raros, irrompem ainda alguns rebentos cuja genialidade e eloquência de faz notar, é o caso, especialmente, de Oetinger (1692-1782).
Principal discípulo de John Albrecht Bengell (1687-1752), Oetinger, estudou em Tübingen obras rabínicas e a Cabala. Teve contato com o Zohar e a Cabala Denudata de Rosenroth, quando do seu ingresso no grupo de cabalistas em Frankfurt e foi aí onde conheceu o cabalista judeu Kopel Hecht, que o introduziu na leitura de Jacob Boehme, posteriormente ele também se interessaria pelo estudo de Swedenborg. Ao grupo de Frankfurt também pertenciam o conselheiro Fende e Johann Jacob Schütz.
Oentinger e Bengell foram os responsáveis por introduzir na filosofia alemã, representada pelos idealistas Fichte, Schelling e Hegel, a linguagem e o misticismo de Mestre Eckhart e de Jacob Boehme, e um devotado interesse pela Cabala.

### No século XIX e XX
Nos séculos  XIX-XX, ainda surgem expoentes como o filósofo russo cristão Nikolai Berdyaev (1874-1948) Vladimir Solovyov (1853-1900) e Sergei Bulgakov (1871-1944).

## As principais obras

### Os escritos principais
Dentre os escritos, figuram aqueles que foram os precursores e os que foram formatando o conteúdo e as formas de expressão do Cabalismo Cristão, dentre os principais escritos se pode citar:
- Sepher ha-Bahir ("livro de brilho") (escrito depois de 1150, traduzido por por Flávio Mitrídates. Figurou representou determinada importância no Cabalismo Cristão, uma vez que cria um elo entre a tradição esotérica judaica ao neoplatonismo e ao gnosticismo. E refere-se estruturalmente ao tema da reencarnação.
- O discurso sobre a dignidade do homem (1486), escrito por Giovanni Pico della Mirandola;[17]
- Coelesti Agricultura de Paulus Ricius;
- Traité de la Cabale chrétienne, Jean Thenaud, professor na Academia calvinista de Pińczów ao lado de Francesco Lismanino, Georg Schomann;[18]
- De verbo autor mirifico (1494), escrito por Johann Reuchlin;
- Da arte cabalística (1517), escrito por Johann Reuchlin;
- De occulta philosophia, escrito (originalmente) em três volumes por Cornelius Agrippa;[19]
- De Harmonia Mundi (1525), escrito por Francesco Giorgi (Zorzi), um autor, franciscano;[20]
- Absconditorum clavis, ou a chave das coisas ocultas (1547), escrito por Guilherme Postel;
- A exegese mística do Candelabro no tabernáculo de Moisés (1547), escrito por Guilherme Postel;
- O abdita divinae cabalae mysteria (1625), escrito por Jacques Gaffarel.
- O Matteh Moshe, um estudo sobre o Zohar, A doutrina de Moisés (1711), escrito pelo Rabino de Upsalla Johan Kemper, onde ele demonstra que a trindade estava contida já no antigo testamento;
- Dialogo Cabbalistical 1684, escrito por Van Helmont (1614-1698), onde ele depõe e defende classicamente a metafísica cabalística.
- O Enayim Me'irat (O Iluminismo dos Olhos, 1704) um comentário cabalístico sobre Mateus, escrito pelo Rabino de Upsalla Johan Kemper, que destacou a unidade do Antigo e Novo Testamentos. Após sua morte, um de seus estudantes Andreas Norrelius (1679-1749) traduziu o comentário para o latim como illuminatio oculorum (A Luz dos Olhos, 1749).
- O Kabbala Denudata, sive Doctrina Hebræorum Transcendentalis et Metaphysica Atque Theologia (1677), em dois volumes, escrito por Christian Knorr von Rosenroth.[21][22]

### A anti literatura
- Pugio Fidei ("punhal da fé"), escrito por Raimundo Martini, um pouco depois de 1278 e publicado somente em 1651. Nesta obra, Raimundo declara que o Talmud e o Midrash (versão simplificada da "Mishná") sofreram influências cristãs, cujo objetivo era a conversão de judeus.
- De Arcanis Catholicae Veritatis 1516, escrito por Galatino, a pedido do papa Leão X, do imperador Maximiliano I, e outros dignitários, devido à controvérsia entre os representantes do judaísmo e Reuchlin. Galatino tomou a defesa do último e combate aos judeus em seu próprio terreno: a Cabala.[23]

## Os principais representantes

### Flávio Mitrídates
Flavius foi um judeu convertido para o cristianismo e cujo nome até então era Samuel ben Nissim Abulfarash (1226-1286). Ele, depois de sua conversão, autonomeou-se Guilherme Raimundo Moncada, e depois passou a usar o cognome (com o qual ficou conhecido) de Flávio Mitrídates. Foi ele quem iniciou Pico della Mirandola nos estudos da Cabala e é dele a tradução do Sepher ha-Bahir (livro de brilho). Ele também ensinou Pico a língua hebraica e o caldeu.
A principal contribuição de Flavius foi a tradução, Ele foi responsável por verter ao latim mais de 3.000 páginas das obras hebraicas. Outra de suas contribuições foi a de, posteriormente, entre outros kabbalistas cristãos, buscarm convencer o papa de que poderia as verdades cristão se as poderia provar através da kabbala.

### Pico della Mirandola
- Ver artigo principal: Pico della Mirandola

Entre os primeiros a promover o conhecimento da Kabbalah, além dos círculos exclusivamente judaicos, está Giovanni Pico della Mirandola (1463-1494)  um discípulo de Marsilio Ficino na sua Academia de Florença. A sua visão sincrética do mundo combinava o platonismo, o neoplatonismo, o aristotelismo, o Hermetismo e a Cabala.
Pico teve por mestres a Flávio Mitrídates, que introduziu Pico no estudo da Cabala e foi autor, entre outras obras de De Tropis Hebraicis, um trabalho original em latim com referências hebraicas que foi largamente elogiado por Sebastian Münster e Imbonatus; o humanista judeu-bizantino e professor de hebraico Johanan ben Isaac Aleman Yohanan Allemanno (que havia sido discípulo do neoplatônico Judah Leon Messer) em cuja obra Ḥesheḳ Shelomoh (O esplendor de Salomão), ele demonstra um profundo conhecimento da filosofia grega e árabe, discursa sobre as realizações artísticas e morais da raça humana, os quais se combinam em Salomão, o qual está (segundo o autor) acima de Platão e de outros filósofos; e Paulo de Heredia (1408-1486), provavelmente o que mais influenciou ao jovem Pico.
O trabalho de Mirandola foi, posteriormente desenvolvido por Athanasius Kircher (1602-1680), um padre jesuíta, hermetista e polímata que, em 1652, escreveu sobre o assunto em Édipo aegyptiacus. Embora ambos trabalhassem dentro da tradição cristã, estavam mais interessados na abordagem sincrética. O trabalho de ambos levou diretamente ao Ocultismo e a Qabalah Hermética.

### Jacques Gaffarel
- Ver artigo principal: Jacques Gaffarel

Como Pico, Gaffarel define a Kabbalah como "a explicação mística das Escrituras, das verdades existentes antes e depois da vinda de Cristo ." Jacques tornou-se célebre por rebater ao controverso teólogo Mersenne, um padre jesuíta, um dos críticos mais da Cabala, que em 1623, em suas "perguntas sobre o Gênesis", atacou frontalmente o cabalismo cristão. A refutação de Jacques veio dois anos mais tarde, em 1625, no seu "abdita divinae cabalae mysteria".

### Johann Reuchlin
- Ver artigo principal: Johann Reuchlin

Johann Reuchlin (1455-1522), foi um humanista alemão e um estudioso do grego e do hebraico. Durante grande parte da sua vida, ele centralizou o ensino do grego e do hebraico na Alemanha. Tendo-se reunido com Mirandola na Itália, mais tarde ele estudou hebraico com um médico judeu, Jacob ben Jechiel Loans, produzindo posteriormente De Arte Cabbalistica em 1517.

### Paulus Ricius
- Ver artigo principal: Paulus Ricius

Ricci todavia, embora devotado a esta corrente da chamada Cabala do Renascimento ou Cabala Renascentista, destoava consideravelmente da tradição originária e da qual eram adeptos Pico della Mirandola (citado por seu díscipulo Giorgi Burgonovo) e Reuchlin. Em alguns aspectos doutrinários Paulus comungava com as ideias de Cornelius Agrippa, adepto da chamada Cabala Prática.
Assim definia ele a Cabala:

"Kabbalah é a capacidade de remover todo o mistério divino e humano da Lei de Moisés…

É o significado literal da Escritura, o qual sujeita-se às condições de tempo e espaço. A Kabbalah é alegórica e permanece por séculos, sem restrições temporais e/ou espaciais…"

### Balthasar Walther
- Ver artigo principal: Balthasar Walther

Balthasar Walther (1558 - antes de 1630), foi um médica da Silésia médico. Em 1598-1599, Walther empreendeu uma peregrinação à Terra Santa, a fim de aprender sobre as complexidades da cabala judaica e do misticismo em Safed e em outros lugares, inclusive entre os seguidores de Isaac Luria. Apesar de sua pretensão de ter passado seis anos nestas viagens, parece que ele só fez várias viagens mais curtas. Walther mesmo não foi autor de quaisquer obras significativas sobre a Cabala Cristã, mas manteve uma volumosa coleção de manuscritos de obras ocultistas e cabalísticas. Seu significado e contribuição para a história da Cabala Cristã foi o de ter exercido, através de suas ideias e doutrinas uma profunda influência sobre as obras do teosofia alemã. O caso em particular refere-se a Jacob Böhme, que em resposta às questões levantadas por Walther, escreveu As Quarenta Questões sobre a Alma, sua 4ª obra escrita.

Para conhecer a geração das estrelas, deve conhecer-se a geração da vida e como a vida se gera no corpo, porque em tudo existe uma única espécie de geração.

### Francesco Zorzi
- Ver artigo principal: Francesco Zorzi ou Francesco Giorgi

Francesco (1466-1540) foi um frade franciscano de veneza é um dos principais expoentes da Cabala cristã no transcurso do século XVI. Pode-se considerar que depois de Pico della Mirandola, ele foi o fundador da Cabala Cristã "Zorzi pode seguramente reivindicar o segundo lugar". Autor de De Harmonia Mundi totius em 1525 e de Em Scripturam Sacram Problemata em 1536. O escritor Frances Yates, em seu à Filosofia Oculta na época elizabetana, escrito em 1979, no capítulo 4º afirma que

"Giorgi, em sendo um cabalista cristão declarado significava, não apenas que ele foi influenciado de maneira vaga na literatura cabalista, mas que ele acreditava que poderia provar pela Cabala, ou já tinha provado, a verdade [contida no] do cristianismo."

E, no capítulo 12, o mesmo escritor, referindo-se a uma conjectura de Daniel Banes, afirma que Shakespeare e, em seu O Mercador de Veneza, demonstrava estar familiarizado com a literatura de Giorgi e com outros escritores relacionados à Cabala. A influência de Zorzi (direta ou não) parece ter sido considerável. O fato é que no Shylock and Kabbalah Banes discute com John Dee e Robert Fludd sobre o estabelecimento da Cabala na Inglaterra.

### Athanasius Kircher
- Ver artigo principal: Athanasius Kircher

O século seguinte produziu Athanasius Kircher, um padre jesuíta alemão, estudioso e polímata. Ele escreveu extensivamente sobre o assunto em 1652, trazendo novos elementos, tais como orfismo e mitologia egípcia para seu trabalho, Oedypus aegyptiacus. Ele foi ilustrado pela própria adaptação de Kircher da Árvore da Vida.

### Christian Knorr von Rosenroth
- Ver artigo principal: Christian Knorr von Rosenroth

Christian Knorr von Rosenroth (1631-1689), foi um hebraísta cristão que estudou a Cabala, em que acreditava para encontrar provas das doutrinas do cristianismo.

### Johan Kemper
- Ver artigo principal: Johan Kemper

Johan Kemper (1670-1716) foi um professor de hebraico, cujo mandato na Universidade de Universidade de Uppsala durou de 1697-1716. Ele foi mestre de hebraico de Swedenborg. Kemper, anteriormente conhecido como Moses ben Aaron de Cracóvia, foi convertido do judaísmo para o luteranismo. Durante seu tempo em Uppsala, ele escreveu sua obra em três volumes sobre o Zohar cujo título era Matteh Mosche (A doutrina de Moisés). No livro, ele tentou mostrar que o Zohar continha a doutrina cristã da Trindade. Ele foi precido, nesta demonstração pelo filósofo judeu, convertido ao cristianismo, Abner de Burgos, também conhecido, após sua conversão, como Alfonso de Valladolid que escreveu o livros La Concordia de las Leyes, onde demonstrava que no Antigo Testamento, havia ensinamentos concernentes aos dogmas cristão.
Esta crença também o levou a fazer uma tradução literal do Evangelho de Mateus para o hebraico e para escrever um comentário cabalístico sobre ele, o Meriat Enayim ("O Iluminismo dos Olhos") a fim de demonstrar a consonância da Cabala com o cristianismo. Este é o único comentário em Mateus em hebraico que já foi escrito e que permanece ainda hoje preservado na biblioteca universitária de Uppsala.

### Adorjan Czipleá
- Ver artigo principal: Adorjan Czipleá

Adorjan vivendo na Inglaterra, escreveu um curto e polêmico tratado, intitulado De ente et malo (Do Ser e do Mal), que circulou entre um pequeno grupo de proeminentes intelectuais europeus, incluindo, entre outros, Henry More (da escola platônica de Cambridge), Joseph Glanvill, Thomas Vaughan e Mercurius Franciscus van Helmont. Embora este trabalho pareça estar perdido, registros de seus pontos de vista radicais (apontado na época como heresia) sobreviveu em relatos de alguns de seus contemporâneos, cujo mais seguro e firme destes relatos pode ser encontrado com detalhes na carta que Meric Casaubon, enviou a Edward Stillingfleet, datada de Setembro de 1670, cujo trecho é:

Um desses estranhos especialistas foi o Sr. Adorjan Czipleá, que sustentava que os anjos caídos, no entanto, não caem do Ser, uma vez que apoderaram do atributo da inteligência que é, segundo Platão, equivalente ao de existir. A partir disso ele derivou a ideia de que a primeira emanação, ou Inteligência, ou Ser é compromissada com estes caídos ou diabolus. Sendo assim, surge o eterno e perpétuo conflito entre Satanás e os anjos do Senhor. A Cabala é o único capaz de discernir os dois lados e, portanto, livrando-nos das garras do Ser no sentido da União para o Único Deus, pois só ele pode ter acesso seus anjos através do verbo que é a presença mística de Deus.

Adorjan exerceu uma notada influência sobre a escola platônica de Cambridgee sobre os Poetas Matafísicos

### Raimundo Lúlio
- Ver artigo principal: Raimundo Lúlio

## Outros expoentes
A cabala cristã ainda foi representada e teve como adeptos outros renomados personagens, não menos insignes, como: Heinrich Cornelius Agrippa; Johannes Valentinus Andreae; Antonia von Württemberg; Christopher Besoldus; Thomas Browne; Giordano Bruno; John Dee; Robert Fludd; Pietro Colonna Galatino; Henry Julius, Duke of Brunswick-Wolfenbüttel; Heinrich Khunrath; Paracelsus; Johannes Pharamund Rhumelius, médico e filho do também médico e discípulo de Paracelso, John Conrad Rhumelius. Rhumelius escrevia sob o pseudônimo de Solomon Raphael; Christian Rosenkreuz; Victorinus Strigel, etc

## Conclusão
A cabala é citada como fonte do ocultismo medieval onde os bispos não querendo ver espalhar o esotérico e oculto, proibiam a leitura do Talmude. Apesar dos ataques que o cabalismo cristão sofreu, ele, mesmo assim, espalhou-se rapidamente, adquiriu um lugar particularmente importante na Grã-Bretanha dentro do Tribunal de Elizabeth I. Encontra-se vestígios dele entre os maiores poetas, e em particular através de um número de peças de Shakespeare. Embora um tanto obscuro ou disperso, a tradição da Cabala ou Kabbalah cristã, persiste ainda hoje dentro do cristianismo.

## Literatura específica
- Gershom Scholem, Considerações sobre a história dos princípios da Cabala Cristã
- Jacques Fabry, A Cabala Cristã na Itália do século XVI
- Geneviève Javary, Panorama da Cabala Cristã na frança nos séculos XVI e XVII
- Ernst Benz, A Cabala Cristã na Alemanha, dos séculos XVI ao XVIII
- Serge hutin, Nota sobre a criação em três cabalistas cristãos ingleses (Robert Fludd, Henry More e Isaac Newton)
- Hermann Greive, A Cabala Cristã de Pico della Mirandola
- Chaim Wirszubski, O Antigo e o Novo, na confirmação cabalística do cristianismo por Pico della Mirandola
- Wolf-Dieter Müller-Jahncke, Agrippa von Nettesheim e a Cabala
- Anna Morisi, Galatino e a Cabala Cristã
- Pierre Deghaye, A Filosofia sagrada de Oetinger